# 삼성 갤럭시 A90 5G
삼성 갤럭시 A90 5G(Samsung Galaxy A90 5G)은 2019년 9월 4일 삼성전자에서 출시한 갤럭시 A 시리즈 스마트폰이며 갤럭시 A 시리즈의 최상위 라인업을 담당한다. 스냅드래곤 855가 AP로 탑재되어 당시 플래그쉽 스마트폰이었던 갤럭시 S10 시리즈와 갤럭시 노트 10 시리즈보다 조금 더 높은 성능을 낸다. 25W 고속 충전이 지원되며 2019년 출시한 다른 갤럭시 A 시리즈 스마트폰들처럼 방수 방진과 OIS가 없다.

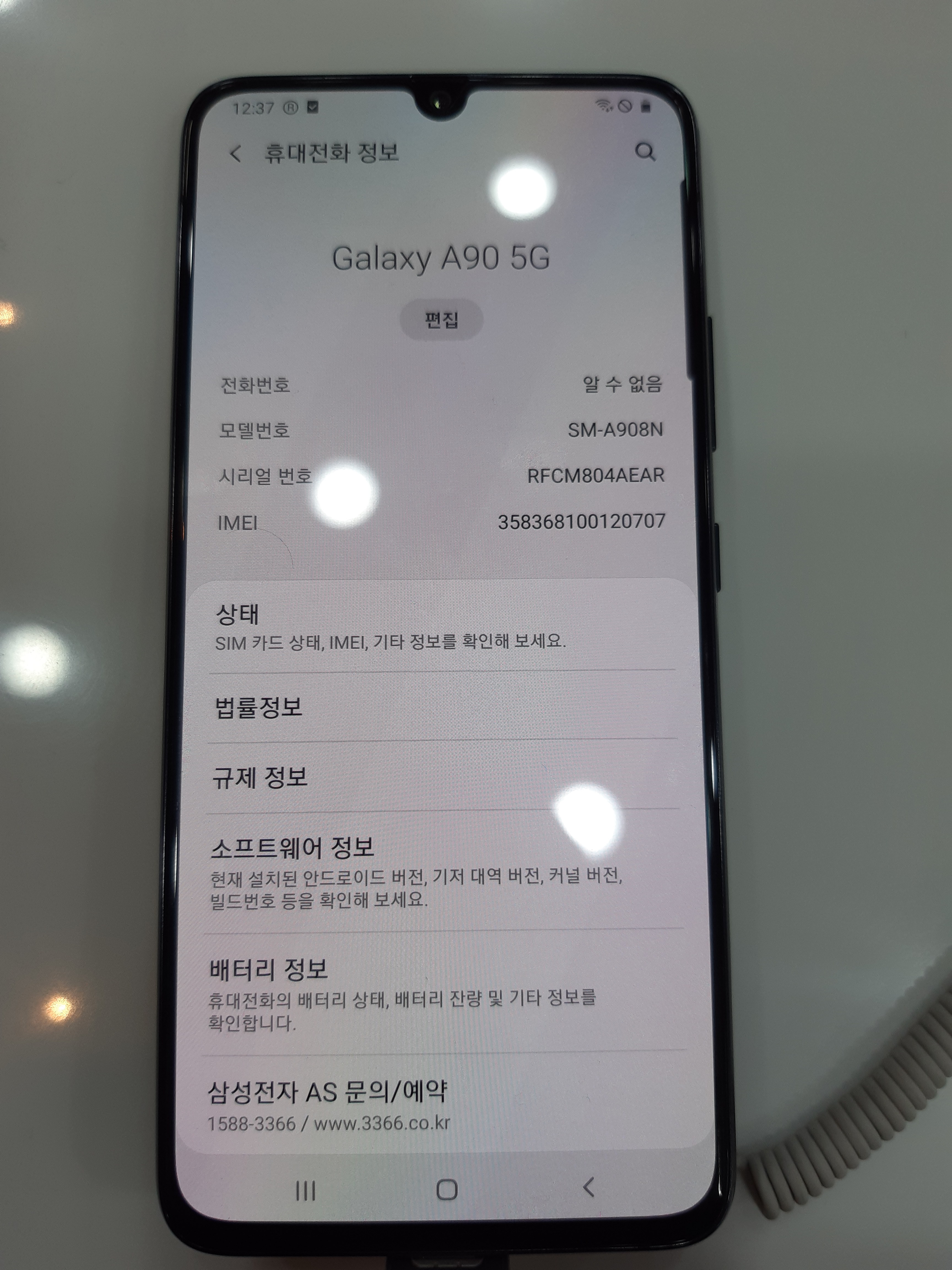
전면

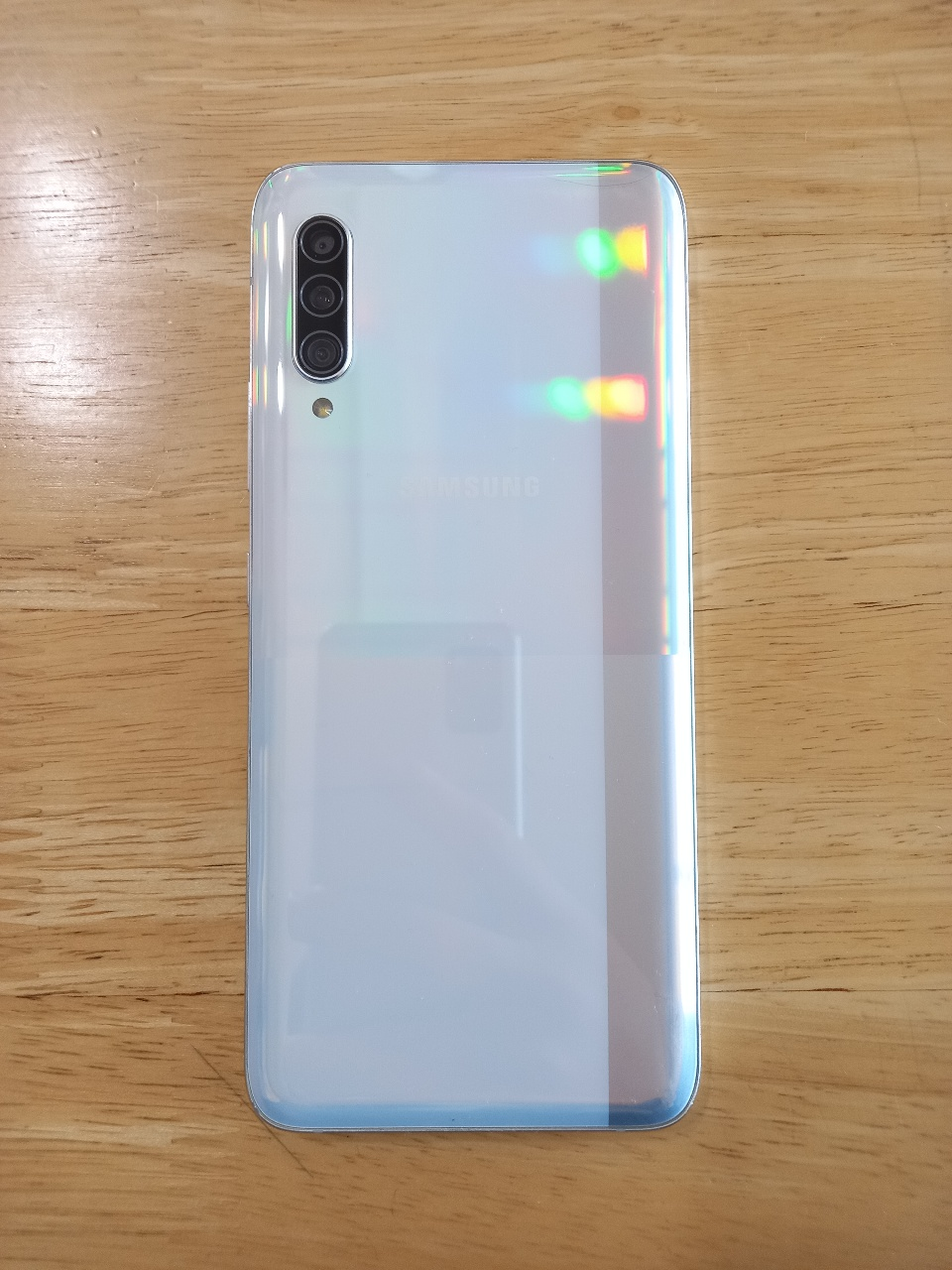
후면

## 하드웨어

### 프로세서
퀄컴 스냅드래곤 855를 탑재하여 플래그쉽 라인업인 갤럭시 S10 시리즈나 갤럭시 노트 10 시리즈보다 높은 성능을 보여준다. 스냅드래곤 855의 경우 CPU는 Kryo 485를 탑재해 2.84GHz 속도의 코어 1개 + 2.42GHz 속도의 코어 3개 + 1.8GHz 속도의 코어 4개, 총 옥타코어 구성이며 GPU는 Adreno 640을 탑재하였다.

### 저장공간
RAM은 LPDDR4X SDRAM이며 6GB RAM과 8GB 용량이 있으며 내장 메모리는 UFS 3.0 규격의 128GB 내장 메모리가 탑재되었다. 마이크로 SD 카드 추가가 가능해 최대 512GB 용량의 마이크로 SD카드를 탑재할 수 있다.

### 카메라
후면 카메라는 4800만 화소에 조리개값 F/2.0인 메인 카메라, 800만 화소에 조리개값 F/2.2인 초광각 카메라, 500만 화소에 조리개 값 F/2.2인 심도 카메라로 총 트리플 카메라로 구성되어 있으며 전면에는 3200만 화소에 조리개 값 F2.0인 카메라가 탑재되어 있다. 후면 카메라(그중 메인 카메라)의 경우 최대 4K 30fps까지 동영상 촬영이 가능한데, FHD 60fps과 4K 30fps으로 촬영할 시 EIS가 해제된다.
2019년에 출시한 A 시리즈 스마트폰들이 모두 그렇듯 A90 역시 후면 카메라에 OIS(광학적 영상 흔들림 방지)가 탑재되어 있지 않았다.

### 디스플레이
6.7인치 20:9 비율의 1080 x 2400 해상도를 가진 Super AMOLED 방식의 디스플레이를 사용한다. FHD 해상도에 비해 세로 면적이 확장된 해상도로 삼성에서는 FHD+라고 부른다. 전면 카메라가 기기의 상단 중앙에 위치하였고 카메라 부분의 베젤이 U자로 생겼는데, 삼성에서는 이 디스플레이 형태를 Infinity-U Display라고 부른다. HDR 10과 광학식 디스플레이 내장형 지문인식을 지원한다.

### 배터리
4,500mAh의 내장형 리튬이온배터리를 사용하여 최대 비디오 재생 시간은 25시간이다. 또한 25W 속도의 고속 충전을 지원하지만 무선 충전은 지원하지 않는다

### 연결
단말기 하단부에 3.1 Gen1까지 지원하는 USB Type-C 단자가 위치해 있으며 블루투스 버전은 5.0 LE이다. 3.5mm 단자가 탑재돼있지 않기 때문에 유선 이어폰 사운드 출력은 USB Type-C 단자가 대신한다.

## 소프트웨어
- 2019년 9월 안드로이드 9과 One UI 1.5를 탑재하여 출시하였다.

- 2020년 2월 10일 안드로이드 10과 One UI 2 업데이트가 실시되었다. 이때부터 Samsung DeX를 지원하기 시작했다.

- 2020년 12월 17일, One UI 2.5 업데이트가 실시되었다.

- 2021년 3월 25일, 안드로이드 11과 One UI 3.1 업데이트가 실시되었다.

- 2022년 3월 24일, 안드로이드 12과 One UI 4.1 업데이트가 실시되었다.

출처